# Catoria delectaria
Catoria delectaria là một loài bướm đêm trong họ Geometridae.

## Hình ảnh

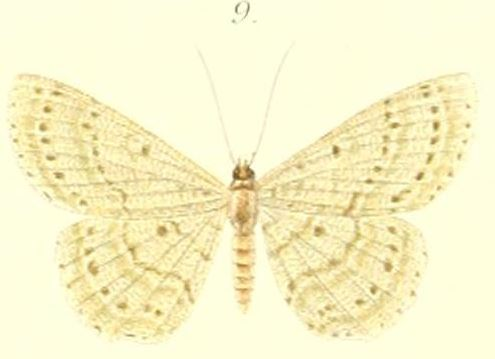